# 심상사성
《심성사성》(心想事成)은 2023년 방송되었던 중국의 드라마이다.

## 소개
- 성격이 판이하게 다른 두 자매들을 중심으로 서사를 전개하며 자유 투혼과 평탄한 안온 속에서 본심에 충실하고 아름다운 삶을 추구하는 이야기

## 등장 인물
- 마오샤오퉁 - 쑨샹 역
- 리쩌펑 - 주샤오위 역
- 장리 (張儷) - 쑨신 역
- 왕자의 (王子異) - 우페이 역
- 장카이리 - 리훼이란 역
- 손송 (孙松) - 쑨지엔 역
- 금가 (金珈) - 우지앙 역
- 우금택 (虞金泽) - 왕이빙 역
- 임정빈 (任正斌) - 마지에쥔 역
- 주소리 (Bella) - 장비 역
- 왕이다 (王尔多) - 마샹 역
- 자오수전 - 레이쉬만 역
- 양국영 (梁国荣) - 주티엔밍 역
- 주예 (Jolie) - 옌시 역
- 영심 (宁心) - 치엔모 역
- 우사사 (于莎莎) - 진샤오야 역
- 팽박 (彭博) - 청량 역
- 모양 (墨阳) - 라오정 역
- 양소윤 (梁小润) - 청지아쉬안 역
- 황효완 (Sita) - 리웨이 역
- 소흠 (苏鑫) - 리앙 역
- 오영정 (吴泳靓) - 쉬팅 역
- 상명성 (桑茗胜) - 구창안 역
- 저우치치 - 원주 역
- 육성 (陆星) - 궈칭 역
- 왕월혜 (王玥兮) - 샤오원 역
- 이곤림 (李坤霖) - 왕종 역
- 이태연 (李泰延) - 량종 역
- 염준계 (阎隽溪) - 샤오쉬엔 역
- 이번 (李繁) - 아이샤오미 역

## 참고 사항
- 극중 쑨샹과 주샤오위 역을 맡은 마오샤오퉁과 리쩌펑은 《겨우, 서른》이후 3년만에 재회하였다.
- 해당 드라마 엔딩곡은 극중 쑨샹 역을 맡았던 마오샤오퉁이 참여했다.